# Ken Olin
Ken Olin, właśc. Kenneth Edward Olin (ur. 30 lipca 1954 w Chicago) – amerykański aktor, reżyser i producent telewizyjny.

## Życiorys

### Wczesne lata
Urodził się w Chicago w Illinois w rodzinie pochodzenia żydowskiego. Jego ojciec Lawrence Olin, dyrektor Korpusów Pokoju, rozwiódł się z matką, kiedy Ken był małym chłopcem. Część dzieciństwa spędził w Chile, gdzie jego ojciec był zastępcą dyrektora Korpusu Pokoju. W 1972 ukończył The Putney School w gminie Putney, w stanie Vermont. Uczęszczał potem do kolegium przy Uniwersytecie Pensylwanii.

### Kariera
Swoją karierę telewizyjną zapoczątkował występem w telewizyjnym dramacie PBS Włos Bernice (Bernice Bobs Her Hair, 1976) z Shelley Duvall. W 1978 zadebiutował na Broadwayu w sztuce Taxi Tales z Alem Corleyem. Po gościnnym udziale w dwóch odcinkach serialu CBS W pogoni za papierkiem (The Paper Chase, 1978), zadebiutował na dużym ekranie w filmie Upiorna opowieść (Ghost Story, 1981) u boku Freda Astaire.
Od 8 marca 1984 do 3 października 1985 grał detektywa Harry’ego Garibaldiego w serialu NBC Posterunek przy Hill Street (Hill Street Blues). W serialu ABC Trzydzieści coś (Thirtysomething, 1987–1991) został obsadzony w roli Michaela Olina Steadmana, za którą w 1990 był nominowany do Złotego Globu dla najlepszego aktora w serialu dramatycznym. 
Był reżyserem m.in. filmu telewizyjnego Szokujące wyznanie (Doing Time on Maple Drive, 1992) oraz dwóch odcinków serialu Felicity (1999–2000) z Keri Russell.
W 2011 wystąpił w F2M, sztuce napisanej przez jego żonę, Patricię Wettig, która była prezentowana w ramach sezonu Powerhouse Theatre w Vassar College w Poughkeepsie.

## Życie prywatne
W 1981 poznał swoją żonę Patricię Wettig, aktorkę i producentkę filmową, gdy oboje występowali w sztuce Tramwaj zwany pożądaniem Tennessee Williamsa w New Hampshire. Zawarli związek małżeński 8 maja 1982. Mają syna Clifforda (ur. 1983) i córkę Roxanne (ur. 5 listopada 1985).

## Filmografia (obsada aktorska)

### Filmy fabularne
- 1981: Upiorna opowieść (Ghost Story) jako młody James
- 1991: Przyjaciele w Queens (Queens Logic) jako Ray
- 1997: Dopóki tam byłaś ('Til There Was You) jako Gregory

### Filmy TV
- 1976: Włos Bernice (Bernice Bobs Her Hair) jako G. Reece Stoddard
- 1979: Kobieta przy West Point (Women at West Point) jako członek załogi
- 1984: Lot 90: Katastrofa na Potomak (Flight 90: Disaster on the Potomac) jako David Frank
- 1988: Policyjna historia: Gliniarz morderca (Police Story: Cop Killer) jako oficer Manny Mandell
- 1988: Drylując w Fulham County (A Stoning in Fulham County) jako Jim Sandler
- 1990: Dobranoc, kochana żono: Morderstwo w Bostonie (Goodnight, Sweet Wife: A Murder in Boston) jako Charles Stuart
- 1993: Morderstwo na zlecenie (Telling Secrets) jako detektyw Jay Jensen
- 1995: Śmierć po zmroku (Dead by Sunset) jako Brad Cunningham
- 1995: Prawda i tylko prawda (Nothing But the Truth) jako dr Peter Clayman
- 1997: Grzech zaniechania (The Advocate's Devil) jako Abe Ringel
- 1999: Y2K jako Nick Cromwell
- 1999: Dziecko ewolucji (Evolution's Child) jako James Mydell
- 2001: Przemowa wujka (Say Uncle)

### Seriale TV
- 1978: W pogoni za papierkiem (The Paper Chase) jako Timothy
- 1983: Bay City Blues jako Rocky Padillo
- 1984-85: Posterunek przy Hill Street (Hill Street Blues) jako detektyw Harry Garibaldi
- 1985-86: Falcon Crest jako ojciec Christopher
- 1986: Napisała: Morderstwo (Murder, She Wrote) jako Perry Revere
- 1987: Hotel jako Mark Fredricks
- 1987: Autostopowicz (The Hitchhiker) jako Steve
- 1987: Tylko Manhattan (I'll Take Manhattan) jako Nathan Lammerman
- 1987-91: Trzydzieści coś (Thirtysomething) jako Michael Steadman
- 1996-97: Okrutne ulice (EZ Streets) jako detektyw Cameron Quinn
- 1998-99: Lekarze z Los Angeles (Lekarze z Miasta Aniołów/L.A. Doctors) jako dr Roger Cattan
- 2001-2002: Agentka o stu twarzach (Alias) jako David McNeil
- 2002: Breaking News jako Richard Sloan
- 2007-2008: Bracia i siostry (Brothers & Sisters) jako David Caplan